# 8575 Seishitakeuchi
8575 Seishitakeuchi (1996 VL8) là một tiểu hành tinh vành đai chính được phát hiện ngày 7 tháng 11 năm 1996 bởi K. Endate và K. Watanabe ở Kitami.